# Groupe SEB
Groupe SEB este o companie producătoare de electrocasnice din Franța.
Compania este prezentă și în România, ca distribuitor de produse electrocasnice, având afaceri de 16-17 milioane euro în anul 2008.